# علم صعب وسهل
العلم الصعب والعلم السهل (بالإنجليزية: Hard science and soft science) عبارة عن مصطلحات عامية تستخدم لمقارنة المجالات العلمية على أساس الدقة المنهجية المتصورة والدقة والموضوعية. بشكل عام، تعتبر العلوم الشكلية والعلوم الطبيعية علمًا صعبًا، بينما توصف العلوم الاجتماعية والعلوم الأخرى بالعلوم السهلة.
تختلف التعريفات الدقيقة، ولكن غالبًا ما يُشار إلى الميزات باعتبارها من سمات العلوم الصعبة، بما في ذلك إنتاج تنبؤات قابلة للاختبار، وإجراء تجارب مضبوطة، والاعتماد على البيانات القابلة للقياس الكمي والنماذج الرياضية، ودرجة عالية من الدقة والموضوعية، ومستويات أعلى من الإجماع، وتطور أسرع للمجال، نجاح توضيحي أكبر، تراكم، قابلية تكرار، وتطبيق شكل أنقى من المنهج العلمي بشكل عام. هناك فكرة مرتبطة ارتباطًا وثيقًا (نشأت في القرن التاسع عشر مع أوغست كونت) وهي أن التخصصات العلمية يمكن ترتيبها في تسلسل هرمي من الصعب إلى السهل على أساس عوامل مثل الصرامة، "التطور"، وما إذا كانت أساسية أو تطبيقية.
شكك الفلاسفة ومؤرخو العلوم في العلاقة بين هذه الخصائص والصلابة والليونة المدركة. العلوم الأكثر "تطورًا" لا تتمتع بالضرورة بدرجة أكبر من الإجماع أو الانتقائية في قبول النتائج الجديدة. كما أن الاختلافات المنهجية التي يتم الاستشهاد بها بشكل شائع ليست مؤشرًا موثوقًا به. على سبيل المثال، تستخدم العلوم الاجتماعية مثل علم النفس وعلم الاجتماع النماذج الرياضية على نطاق واسع، ولكنها تعتبر عادةً من العلوم السهلة. ومع ذلك، هناك بعض الاختلافات القابلة للقياس بين العلوم المادية والعلوم السهلة. على سبيل المثال، تستخدم العلوم الصعبة بشكل مكثف الرسوم البيانية، والعلوم السهلة أكثر عرضة للتبديل السريع للكلمات الطنانة.
تم انتقاد الاستعارة لوصمها العلوم السهلة بشكل غير ملائم، وخلق خلل غير مبرر في الإدراك العام، والتمويل، والاعتراف بالمجالات المختلفة.